# Édouard Ier de Bar
Édouard Ier de Bar né vers 1295, mort en novembre 1336 à Famagouste, est comte de Bar de 1302 à 1336. Il est fils d'Henri III, comte de Bar, et d'Aliénor d'Angleterre. 

## Biographie
En 1297, sa mère Aliénor d'Angleterre meurt alors qu'il est enfant. Son père, le comte Henri III, après avoir été contraint de prêter hommage au roi de France pour une partie de son comté, décède en 1302 à Naples après un engagement contre Frédéric Ier de Sicile. Bien que son grand-père maternel Édouard Ier, roi d'Angleterre, tente de se faire nommer gardien du comté, la régence est assurée par ses oncles, Jean, seigneur de Puisaye, Thiébaud, évêque de Liège et Renaud, évêque de Metz.

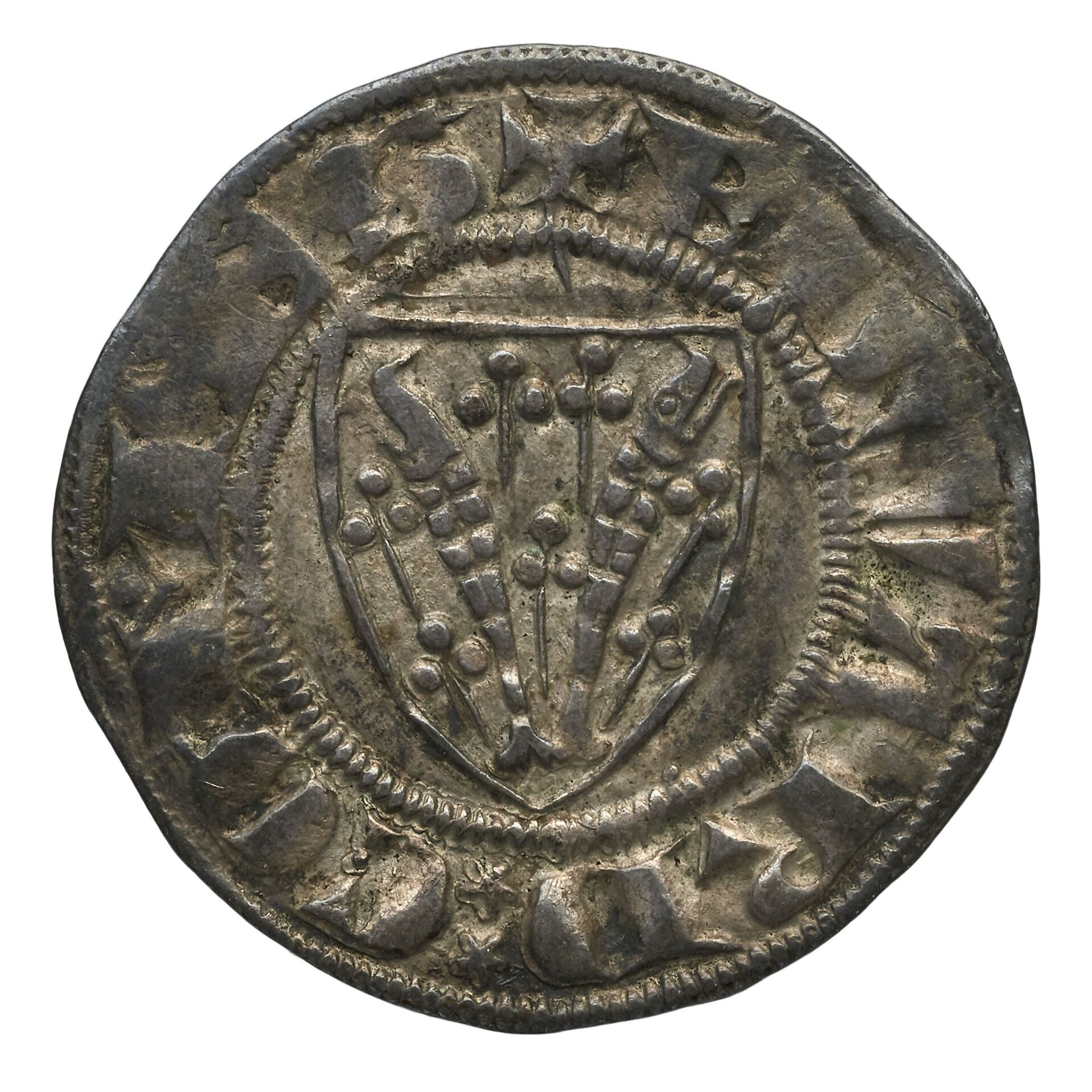
Denier luxembourgeois à sa marque.

En 1310, à l'âge de quinze ans, il épouse Marie de Bourgogne, l'une des filles du duc de Bourgogne Robert II et d'Agnès de France. Édouard est déclaré majeur à la suite de son mariage. Lors d'une bataille à Frouard, il est fait prisonnier en 1313 par le duc de Lorraine Ferry IV. Édouard est libéré quelques mois plus tard à la suite du versement d'une énorme rançon de 90 000 livres prévue par le traité de Bar-sur-Aube signé le 20 mai 1314, payée en partie sur les deniers messins. Il est à l'origine de la construction de la forge hydraulique de Moyeuvre-Grande en 1323. En 1324, il se lance dans la guerre des quatre seigneurs contre la ville de Metz, autant pour annuler ses dettes, contractées pour payer sa rançon, que pour faire valoir des droits seigneuriaux. 
En 1328, il participe aux côtés de Philippe VI de Valois à la bataille de Cassel. 
Il part ensuite vers l'Orient, avec Philippe III de Namur et d'autres seigneurs du Saint-Empire, avec l'intention de faire croisade. Il débarque dans l'île de Chypre. L'expédition tourne mal et les habitants de Famagouste les massacrent.

## Descendance
De Marie de Bourgogne, il a :
- Henri IV († 1344), comte de Bar ;
- Aliénor († 1332), mariée en 1330 avec Raoul († 1346), duc de Lorraine.

Il lui est parfois attribuée une fille, Béatrice, mariée à Gui Ier de Gonzague, seigneur de Mantoue. Charles Cawley signale également que la troisième épouse de Guy de Gonzague est « Beatrice, daughter of Odoardo, Conte di Bari », tout en indiquant que la source primaire confirmant la parenté n'a pas été identifiée. De plus, Bari peut tout aussi bien s'appliquer à la ville italienne qu'à la forme italienne du comté de Bar.